# Nématode phytopathogène

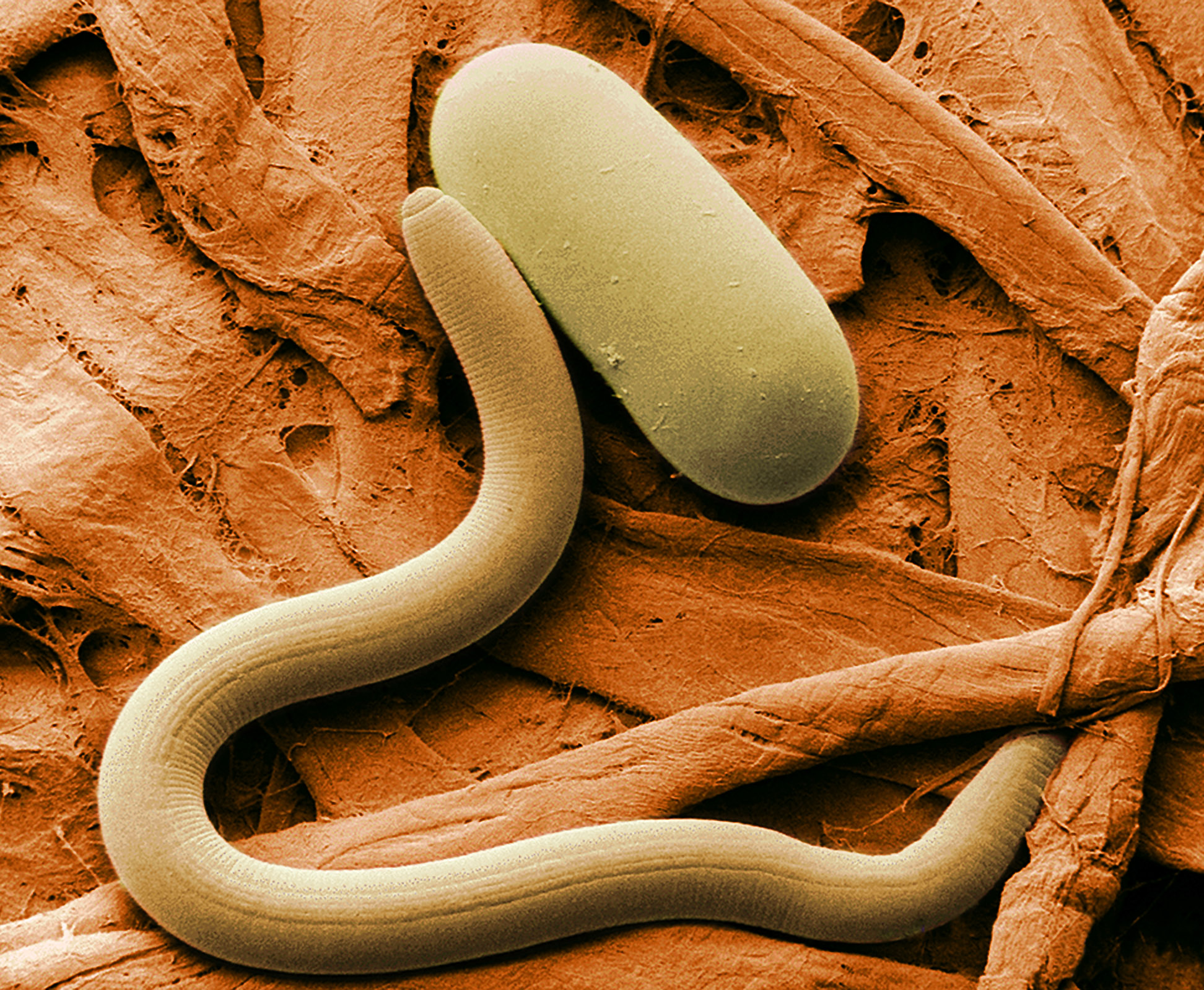
Le nématode du soja (Heterodera glycines) et son œuf. (grosst x1000).

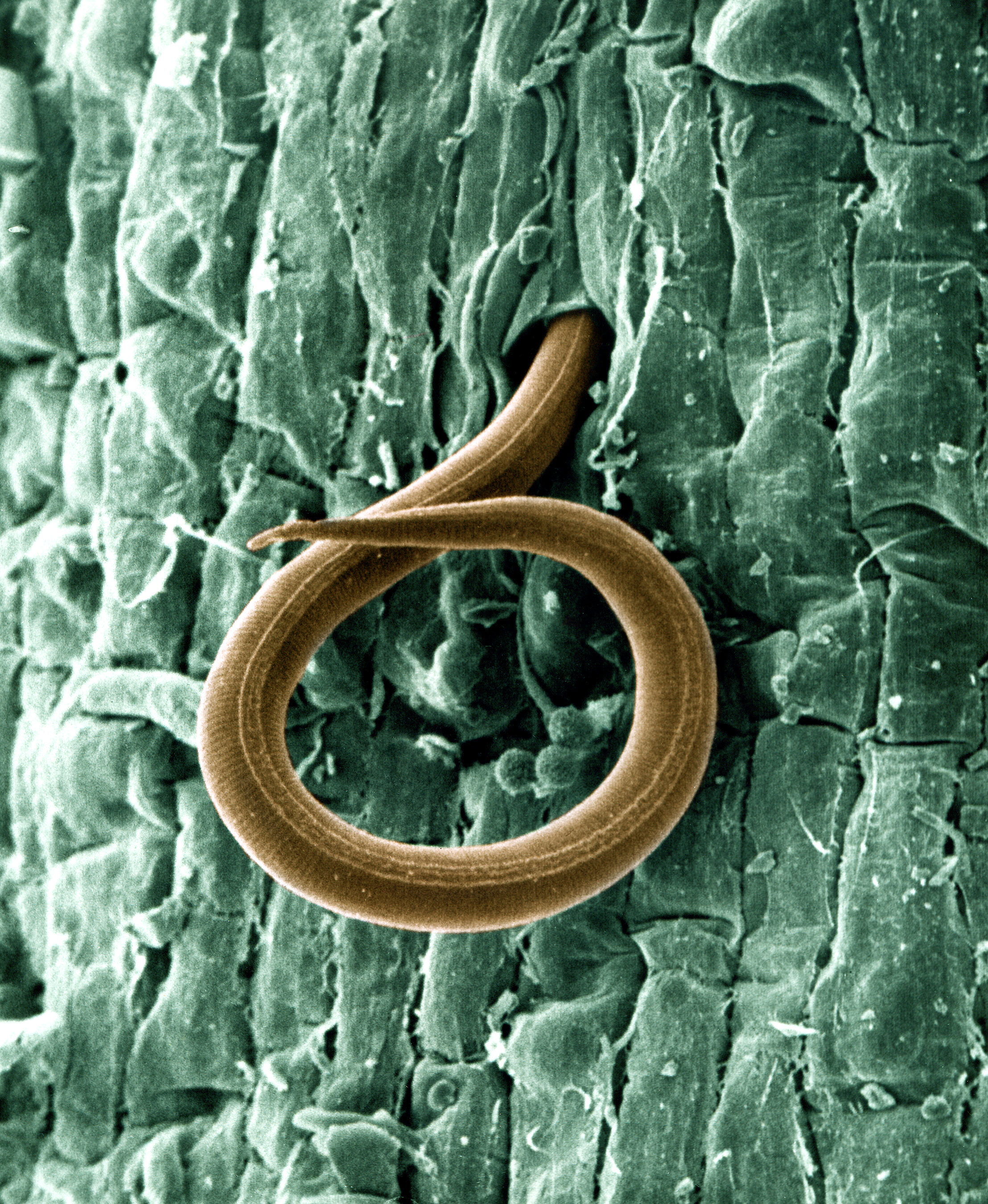
Juvénile de nématode à galles (Meloidogyne incognita) pénétrant dans une racine de tomate.

Les nématodes phytopathogènes sont des nématodes, petits vers quasi microscopiques non cloisonnés, qui vivent aux dépens des plantes (nématodes phytophages), en ectoparasites ou en endoparasites, causant des dégâts plus ou moins importants aux cultures. Certains sont également des vecteurs de phytovirus. Ces ravageurs des plantes sont considérés comme à l'origine d'environ 77 milliards de dollars de pertes par an dans le monde.

## Morphologie

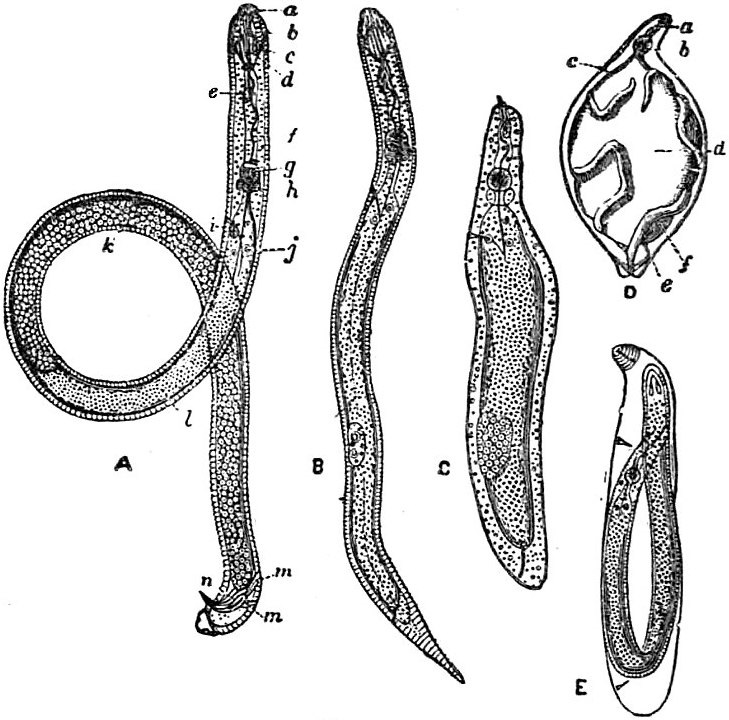
Heterodera schachtii.

Les nématodes phytopathogènes sont des organismes animaux simples, multicellulaires, composés en général de 1000 cellules environ. Ils ont la forme de vers ronds, cylindriques et allongés en fuseau, à symétrie bilatérale, non segmentés, mais sont taxonomiquement distincts des vers de terre, des vers fil de fer ou des vers plats. La plupart d'entre eux ont une taille microscopique, mesurant environ 0,3 à 12 mm de long sur environ 0,01  à 0,5 mm de diamètre, si bien qu'on ne peut généralement pas les observer à l'œil nu, mais seulement à l'aide d'une loupe binoculaire ou d'un microscope. Les plus longs appartiennent au genre Paralongidorus (7 à 12 mm de long chez Paralongidorus maximus) et les plus petits au genre Paratylenchus (0,3 mm de long chez Paratylenchus projectus).  Leur corps, mou, non segmenté et sans squelette, est entouré d’une cuticule souple et continue. Bien que la plupart des nématodes soient vermiformes, chez certains genres (Meloidogyne, Heterodera, Rotylenchus, Tylenchulus, etc.) le corps de la femelle adulte peut être très modifié et élargi en forme de fuseau (fusiforme), de rein (réniforme), de poire (piriforme) ou de sac (sacciforme),,.
Le plan corporel de base d'un nématode est un « tube dans un tube ». Le tube intérieur est le tube digestif, constitué d'un œsophage, d'un intestin et d'un anus situé à la base de la queue. Le tube externe est constitué d'une paroi corporelle , constituée d'une cuticule épaisse (que l'on peut considérer comme un exosquelette), d'un hypoderme syncytial, et d'une couche de muscles longitudinaux dorsaux et ventraux attachés à l'hypoderme. Par leurs contractions, longitudinales seulement, ces muscles, activés par les nerfs dorsaux et ventraux, permettent au nématode de se mouvoir par des ondes sinusoïdales. Le tube externe délimite le pseudocoelome, cavité non doublée entourant la cavité intestinale, formée directement à partir de la blastula. Le pseudocoelome est rempli de liquide et fournit une pression de turgescence pour tout le corps contenant les organes internes et aide au transfert des nutriments, de l'oxygène et des produits métaboliques,.

Tous les nématodes parasites des plantes ont d'une pièce buccale perçante appelée « stylet ». La présence de ce stylet est le signe-clé qui permet de les distinguer de tous les autres types de nématodes. Ils sont dépourvus de systèmes circulatoire et respiratoire.

## Taxinomie
On estime à environ 3000 le nombre d'espèces de nématodes phytopathogènes. Ils se répartissent dans 4 ordres, appartenant aux 3 clades principaux existant au sein du phylum des Nematoda : Chromadoria, Enoplia et Dorylaimia, :
- Aphelenchida : parasites des parties aériennes (nématodes foliaires) ;
- Dorylaimida : parasites des racines ;
- Triplonchida : parasites des racines, tubercules et rhizomes ;
- Tylenchida : parasites des racines.

Deux ordres sont particulièrement importants  : Dorylaimida et  Tylenchida. L'ordre des Tylenchida est le plus important sur le plan économique, provoquant le plus de dégâts sur les plantes cultivées. Il comprend 9 familles dont la plus importante est celle des Heteroderidae, qui comprend deux sous-familles : les Heteroderinae (nématodes à kystes) et les Meloidogyninae (nématodes à galles).

## Biologie
Les nématodes phytoparasites peuvent attaquer les racines, les tiges, les feuilles et les fleurs des plantes.
Le stylet perforant est suivi d'un canal œsophagien aboutissant à un bulbe musculeux qui fonctionne comme une pompe aspirante et refoulante. Lorsque la plante est perforée par le stylet, le nématode injecte dans le tissu végétal des enzymes digestifs produits par les glandes salivaires, puis aspire le produit de la digestion et le déverse dans l'intestin,.

### Cycle biologique
Le cycle biologique des nématodes phytoparasites présente des caractéristiques similaires chez la plupart des espèces. Il comprend six stades : le stade œuf, quatre stades larvaires ou juvéniles (J1 à J4) et le stade adulte. Les  larves sont généralement similaires aux nématodes adultes en apparence et dans leur structure, à l'exception du développement du système reproducteur. La croissance des larves induit une mue à la fin de chaque stade larvaire. Après la mue finale, les nématodes adultes se différencient en mâles et femelles. Les femelles peuvent alors produire des œufs fertiles, soit après l'accouplement avec un mâle, soit en l'absence de mâles, par parthénogenèse, ou en produisant du sperme elles-mêmes. Dans des conditions de milieu optimales, le cycle complet nécessite environ 20 à 40 jours. Il dure plus longtemps à des  températures inférieures. Selon les espèces de nématodes, seuls certains stades sont infectieux, en général le stade adulte et les derniers stades larvaires (J3, J4). Les premiers stades larvaires, ne pouvant pas infecter les plantes, dépendent alors pour leurs fonctions métaboliques de l'énergie stockée dans l'œuf. Chez certaines espèces, les œufs peuvent survivre plusieurs années dans le sol.

### Comportement alimentaire
Selon leur mode de vie et leur comportement alimentaire, les nématodes parasites de plantes se répartissent en ectoparasites, qui vivent à l'extérieur des plantes, ou endoparasites, qui vivent au moins une partie de leur cycle de vie à l'intérieur des plantes. On distingue ainsi selon les organes attaqués les catégories suivantes :
- ectoparasites des racines ;
- semi-endoparasites des racines ;
- endoparasites des racines ;
- endoparasites des bulbes et des tiges ;
- endoparasites des feuilles ;
- endoparasites des graines.

Les nématodes ectoparasites restent à l'extérieur des cellules-hôtes et se nourrissent des racines des plantes par un mode de nutrition externe. Un exemple de nématode ectoparasite est le nématode dague de Californie (Xiphinema), qui transmet le virus du court-noué de la vigne. L'infection virale qui en résulte provoque d'énormes pertes économiques dans les vignobles du monde entier.
Les nématodes endoparasites envahissent les cellules végétales, établissant leur résidence dans les tissus végétaux. Ils se subdivisent en deux groupes : migrateurs et sédentaires. Les nématodes endoparasites migrateurs se déplacent à l'intérieur de la racine et éliminent le cytoplasme tuant la cellule-hôte, tandis que les nématodes endoparasites sédentaires deviennent immobiles après avoir établi un site d'alimentation dans le tissu-hôte. Parmi les nématodes endoparasites migrateurs d'importance économique figurent les nématode des lésions (Pratylenchus sp.), les nématodes fouisseurs (Radopholus sp.) et le nématode des racines du riz (Hirschmanniella oryzae).

### Nématodes vecteurs de phytovirus
Les phytovirus transmis par des nématodes appartiennent à deux genres : Nepovirus (famille des Comoviridae) et Tobravirus (incertae sedis). Les seuls nématodes connus pour transmettre les Nepovirus appartiennent aux genres  Xiphinema et  Longidorus et ceux qui transmettent les Tobravirus aux genres Trichodorus et Paratrichodorus.

## Impact économique
Les plus dommageables pour les cultures sont les endoparasites sédentaires dont plusieurs stades vivent à l'intérieur des racines des plantes. Les principaux genres de ce groupe sont les nématodes à kystes (Heterodera et Globodera) et les nématodes à galles (Meloidogyne).

## Symptômes

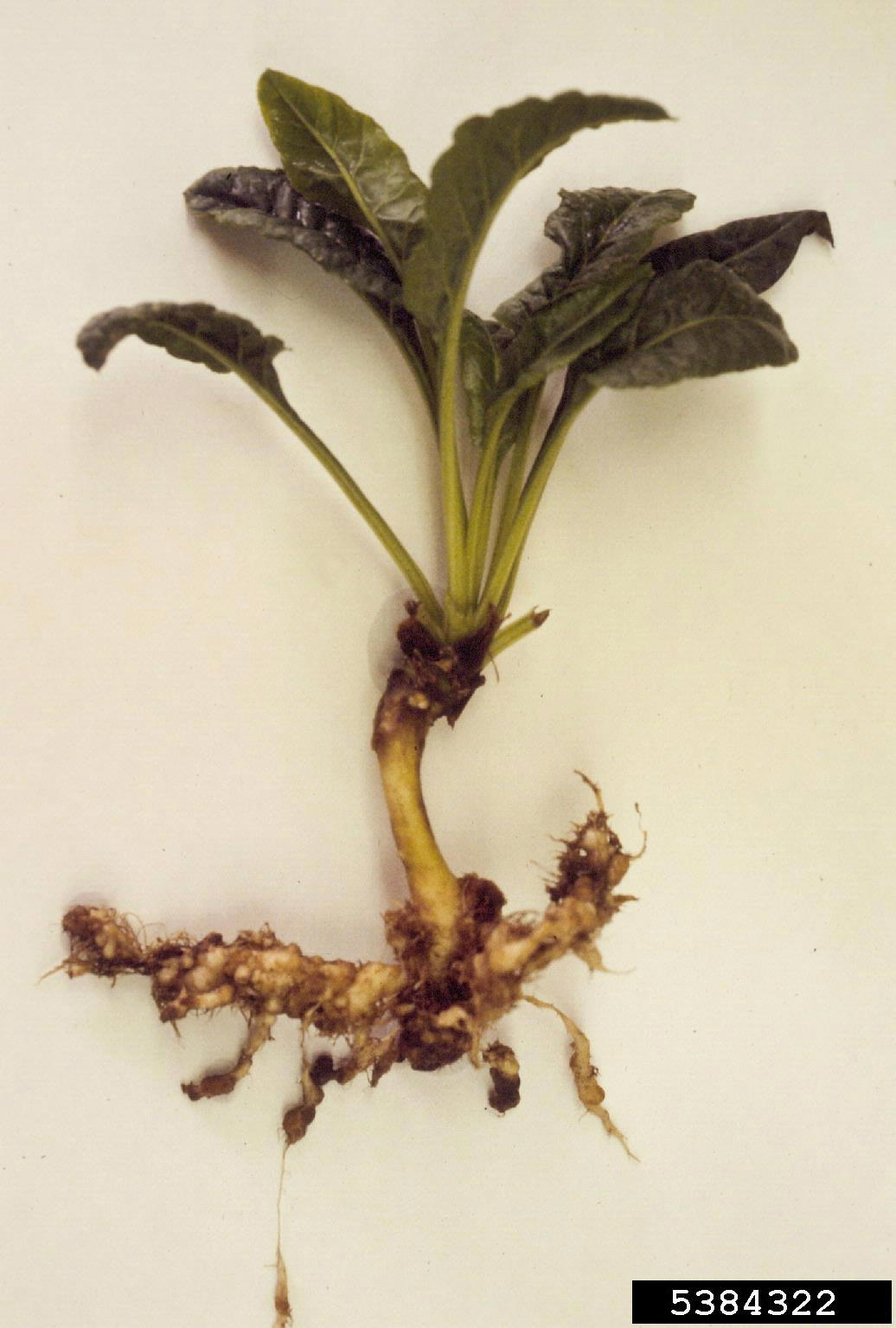
Symptômes (formation de galles) de Nacobbus aberrans sur racines de betterave (Beta sp.)

Les symptômes d'une attaque de nématodes sur le système racinaire sont l'apparition de galles ou de nodules, des lésions racinaires, une ramification excessive et un rabougrissement des racines, avec des dégâts constatés sur les extrémités.
L'infection des racines entraîne aussi sont un lent déclin de la plante entière, qui tend à se flétrir même sur un sol suffisamment humide. Le feuillage tend à jaunir, formant des feuilles moins nombreuses et plus petites. Les nématodes du bulbe et de la tige provoquent des renflements de la tige et le raccourcissement des entre-nœuds. Sur les bourgeons et les feuilles, on peut constater la déformation et la mort des tissus. On peut parfois enregistrer des pertes de rendement sans symptômes visibles, par exemple en cas d'infection par le nématode à kystes du soja, Heterodera glycines.

## Méthodes de lutte
Pour lutter contre les nématodes phytopathogènes, trois types de moyens sont utilisés : la lutte biologique, la lutte culturale et la lutte chimique. La première repose principalement sur l'utilisation de cultivars résistants aux nématodes ou par le recours à des prédateurs ou des agents pathogènes naturels des nématodes. La deuxième repose principalement sur la rotation culturale faisant alterner des cultures sensibles aux nématodes et des cultures non-hôtes, la difficulté étant que certaines espèces de nématodes ont des gammes d'hôtes très vastes. La troisième fait appel à des nématicides, fumigants ou non-fumigants, généralement très efficaces, mais la plupart de ces produits ont été progressivement interdits, en particulier le bromure de méthyle. En pratique, on utilise une combinaison de ces différentes méthodes, dans le cadre de la lutte intégrée.

## Histoire
La première observation suggérant un nématode parasite de plantes sur racine de soja aurait été notée en Chine antique, il y a environ 2000 ans, et même avant 235 av. J.-C.

En 1743, le biologiste anglais, John Turberville Needham, découvre dans des grains de blé une espèce de nématodes, l'anguillule du blé niellé (Anguina tritici), l'agent responsable de la nielle du blé. C'est la première observation scientifique d'un nématode phytoparasite. Toutefois la première allusion à un nématode parasite des plantes est cependant préservée dans le fameux vers de William  Shakespeare, Sowed cockle, reap'd no corn (nielle semée, aucun grain récolté),  écrit en 1594 dans  « Peines d'amour perdues » (Love's Labour's Lost), acte IV, scène 3. Ce vers fait très certainement référence au blé brûlé à cause d'un nématode parasite, Anguina tritici.
En 1855, le mycologue britannique, Miles Joseph Berkeley, publie la description d'un nématode cécidogène du genre Meloidogyne, parasite du concombre. Quelques années plus tard, en 1859, le pharmacien et botaniste allemand, Hermann Schacht, publie la description d'une espèce de nématodes à kystes parasitant la betterave sucrière, Heterodera schachtii. Avant cette découverte, l'affection des plants de betterave était attribuée à une « fatique des sols ».
En 1857, le biologiste allemand, Julius Kühn, décrit l'anguillule des céréales et des bulbes, Ditylenchus dipsaci, découvert sur la cardère sauvage, Dipsacus fullonum. Il fut le premier en 1871 à utiliser la fumigation des sols pour lutter contre les nématodes.
Ces dernières découvertes du XIXe siècle marquent le début de la nématologie en tant que discipline scientifique.
Au cours des années 1940, l’avènement de la fumigation du sol a permis de démontrer, dans plusieurs systèmes de production agricole, que les nématodes sont d’importants ravageurs des cultures.
En 1958, découverte par Hewitt et al de la transmission du virus du court-noué (GFLV, Grape fanleaf virus) chez la vigne par un nématode ectoparasite, Xiphinema index.
En 1990, première démonstration par Randy Gaugler et Harry K. Kaya (États-Unis) de l'efficacité de certains nématodes entomopathogènes, des genres Steinernema et Heterorhabditis, dans la lutte biologique contre des insectes ravageurs des cultures.

## Les dix principaux nématodes phytopathogènes

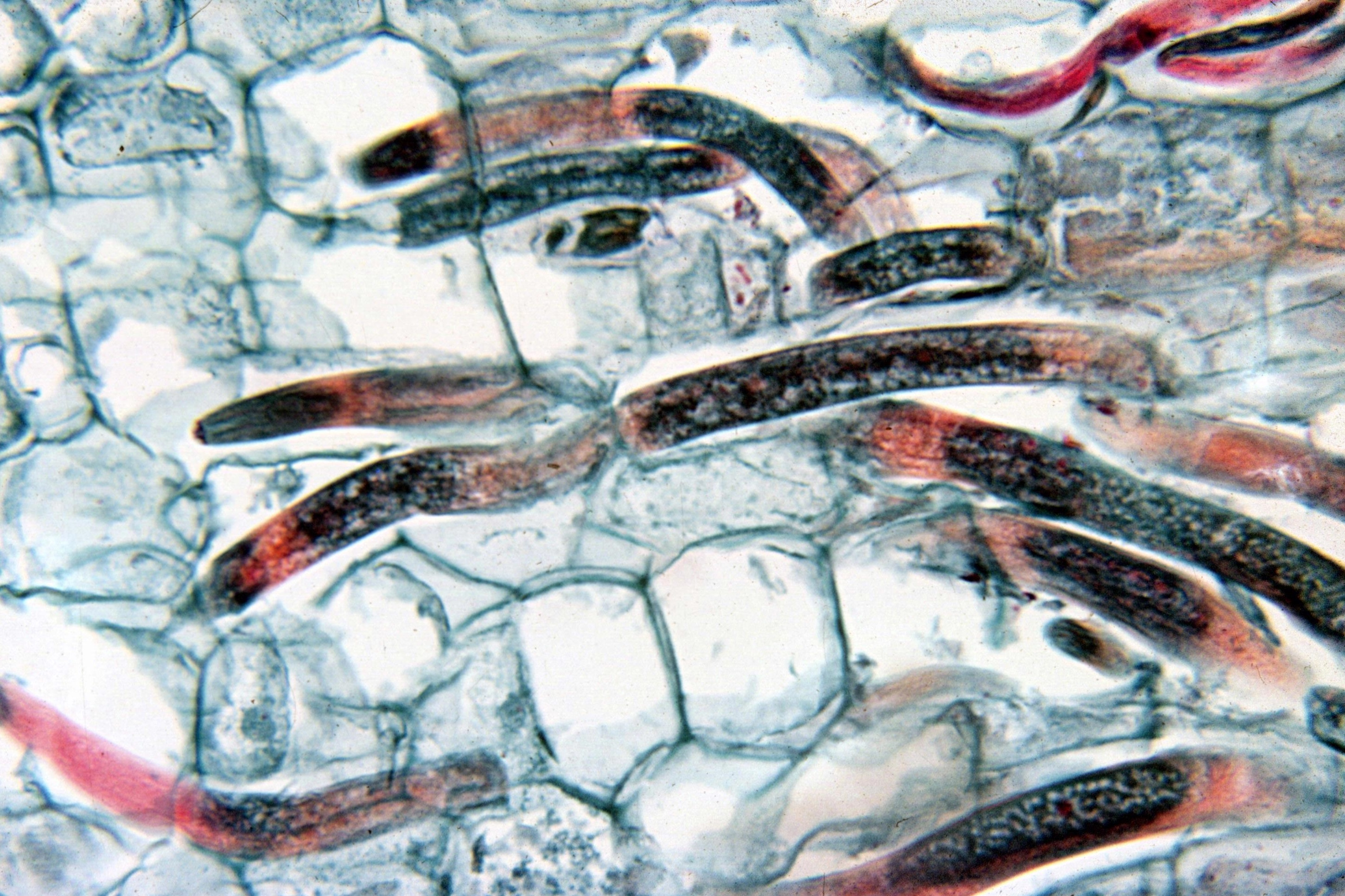
Nématode foreur de racines (Radopholus similis).

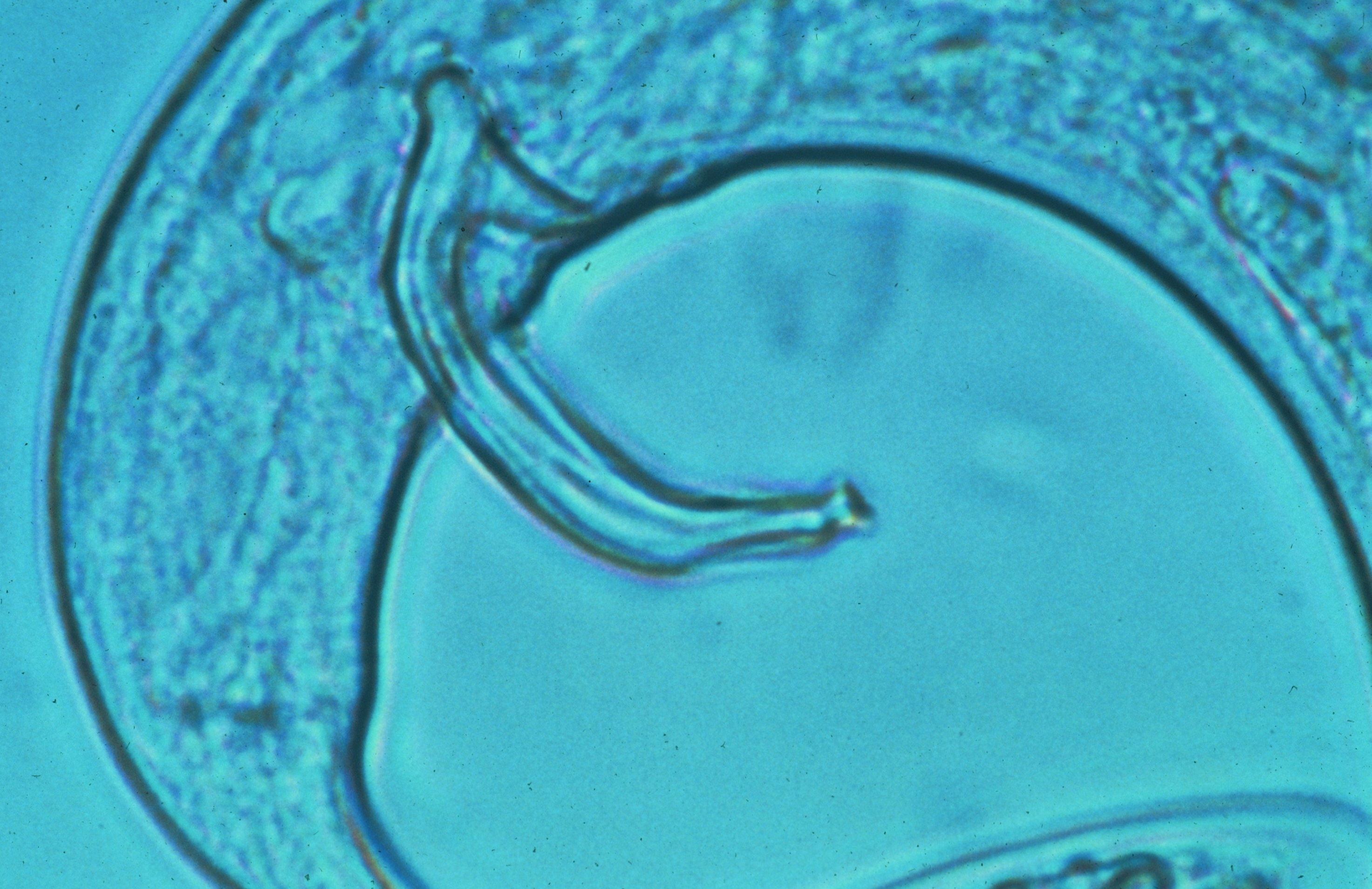
Nématode du pin (Bursaphelenchus xylophilus).

Selon une enquête internationale menée en 2012 auprès de nématologues par la revue Molecular Plant Pathology, les dix principales espèces (ou genres) de nématodes phytopathogènes, en fonction de leur importance scientifique et économique, sont les suivantes :
1. nématodes à galles (Meloidogyne sp.) ;
2. nématodes à kystes (Heterodera et Globodera sp.) ;
3. nématodes des lésions des racines (Pratylenchus sp.) ;
4. nématode foreur de racines (Radopholus similis) ;
5. anguillule des céréales et des bulbes (Ditylenchus dipsaci) ;
6. nématode du pin (Bursaphelenchus xylophilus) ;
7. nématode réniforme (Rotylenchulus reniformis) ;
8. nématode dague américain (Xiphinema index, unique vecteur de virus de la liste) ;
9. faux nématode à galles (Nacobbus aberrans) ;
10. anguillule des feuilles du riz (Aphelenchoides besseyi).